# Сент-Ландрі (парафія)
Шаблон:StateAbbr_ 30°36′ пн. ш. 92°00′ зх. д. / 30.6° пн. ш. 92° зх. д.
Округ  Сент-Ландрі (англ. St. Landry Parish) — округ (парафія) у штаті  Луїзіана, США. Ідентифікатор округу 22097.

## Демографія
За даними перепису 
2000 року 
загальне населення округу становило 87700 осіб, зокрема міського населення було 48812, а сільського — 38888.
Серед мешканців округу чоловіків було 41939, а жінок — 45761. В окрузі було 32328 домогосподарств, 23205 родин, які мешкали в 36216 будинках.
Середній розмір родини становив 3,21.
Віковий розподіл населення поданий у таблиці:
| Стать    | До 15 років | 15-21 | 22-29 | 30-39 | 40-49 | 50-65 | 65-85 | Понад 85 |
| -------- | ----------- | ----- | ----- | ----- | ----- | ----- | ----- | -------- |
| Чоловіки | 10731       | 4926  | 3814  | 5570  | 5903  | 6205  | 4360  | 430      |
| Жінки    | 10322       | 4903  | 4193  | 6264  | 6284  | 6827  | 6031  | 937      |

## Суміжні округи
- Авуаель — північ
- Пуант — схід
- Сент-Мартін — південний схід
- Лафаєтт — південь
- Акадія — південний захід
- Еванджелін — північний захід

## Виноски
1. ↑  U.S. Decennial Census. United States Census Bureau. Процитовано 1 вересня 2014.
2. ↑  Historical Census Browser. University of Virginia Library. Архів оригіналу за 11 серпня 2012. Процитовано 1 вересня 2014.
3. ↑  Population of Counties by Decennial Census: 1900 to 1990. United States Census Bureau. Процитовано 1 вересня 2014.
4. ↑  Census 2000 PHC-T-4. Ranking Tables for Counties: 1990 and 2000 (PDF). United States Census Bureau. Процитовано 1 вересня 2014.
5. ↑  State & County QuickFacts. United States Census Bureau. Архів оригіналу за 19 серпня 2011. Процитовано 18 серпня 2013. [Архівовано 2011-08-19 у Wayback Machine.](англ.) Наведено за англійською вікіпедією.
6. ↑  American FactFinder. Бюро перепису населення США. Архів оригіналу за 26 лютого 2012. Процитовано 31 січня 2008. [Архівовано 2008-05-21 у Wayback Machine.]

| США | Це незавершена стаття з географії США. Ви можете допомогти проєкту, виправивши або дописавши її. |